# あなたの街に住みますプロジェクト
「あなたの街に“住みます”プロジェクト」（あなたのまちにすみますプロジェクト）は、吉本興業が「地域密着型プロジェクト」として、2011年4月27日から開始したプロジェクトである。

## 概要
吉本興業（現：吉本興業ホールディングス）が、子会社・よしもとクリエイティブ・エージェンシー（現：吉本興業）所属のタレント（芸人）を「住みます芸人」と銘打ち、全国47都道府県に派遣している。各県に実際に移住させた上で、地域に密着した芸能活動を行わせ、地域に貢献しようという趣旨で行われている。
テレビ番組への出演やお笑いイベントへの出演などが主たる活動である。地方によっては、いわゆる「お笑いタレント」が存在しなかったことが多く、かつ業界大手である吉本興業所属という点もあり、幅広く活動することが期待されている。
吉本興業は「観光名所・特産品のPR」「お祭りの盛り上げ役」などの活動を想定している。
また芸人だけでなく、各都道府県でタレントのマネージメントを行う「エリア担当社員」も1人ずつ採用されている。
2015年、農林水産省の「こくさんたくさん週間」（国産農林水産物拡大に向けた取組強化週間、同年11月1日から8日）の応援団に住みます芸人が就任。
2016年、アジア版が発足し、東南アジアを中心とした諸国への派遣が始まった。また、吉本興業による農業プロジェクト「よし農」が発足し、その一環として「農業で住みます芸人」がスタート。自治体より農業協力隊員に委嘱され、芸人・タレント活動と並行して農業活動も行う。仙台市太白区、新潟県長岡市などで導入されている。
2017年、大阪市24区住みます芸人が発足。
2019年5月より、新発足した株式会社よしもとエリアアクションの事業となる。

## 住みます芸人
派遣されるタレント「住みます芸人」は、東京・大阪で活動していたコンビの若手芸人が多く、殆どは派遣される地域の出身者である。北海道、愛知県、広島県、福岡県、沖縄県といったもともと支社や事務所が置かれていた地域では、派遣ではなく支社の管内で活動していた芸人を後追いで任命するケースがみられる。秋田県に派遣されていた桂三若は、大阪でキャリアを重ねた中堅の上方落語家でありながら、縁のなかった秋田に派遣されており、「住みます芸人」のうちではレアケースであった。派遣期限は特に公式発表されておらず、住みます芸人の交替や異動が行われた地域もある。
各都道府県1組ずつが基本であるが、派遣期限に区切りがないため追加派遣される都道府県も増えており、最多は神奈川県の6組である。岐阜県のように卒業した芸人が復帰するというレアなケースもある。住みます芸人在任中にコンビ解散して片割れのみピン芸人として継続する例や、新潟県のように住みます芸人が集まってユニット化する例、神奈川県の堤下敦（インパルス）や山梨県のティ・カトウ（チャド・マレーン）のようにコンビの片方が単独で就任する例もある。近年は高知県住みますタレントのなめたらいかんぜよ。MARIや大分県住みますランナー 爆走SAKIなど、芸人以外を住みます○○として認定する例も増えてきている。岩手県に在住しながら吉本新喜劇の座員として活躍しているよこっちピーマンは住みます芸人には任命されてはいないが、地元メディアやBSよしもとには、それに準じた扱いで出演している。
香川県の梶つよしは自ら祭りをプロデュースし、山口県のどさけんは前職の自営業での食品催事の経験を活かして県内物産展の企画や商品開発を手掛けるなど、ソーシャルビジネスを推進する「住みます芸人」の成功例としてしばしば語られる。福岡県初代住みます芸人の山田貴正（レモンティー）や栃木県住みます芸人の上原チョーのように政治家に転向した例もある。
市町村単位の派遣も多く行われており、とりわけ香川県丸亀市では派遣にあたって丸亀に因んだ芸名に変更するしきたりが出来ている。市町村単位での派遣の場合、地域おこし協力隊員を兼ねている例もある。また、神奈川県大井町に吉本から派遣されているスベリィ・マーキュリーは笑顔特派員と銘打って町役場で働きながら住みます芸人と同様の活動を行っている。
2022年に地方創生をコンセプトに掲げた放送局であるBSよしもとが開局し、住みます芸人が関わる番組が数多く作られている他、住みます芸人による地域密着型の商品開発や起業支援をBSよしもとが積極的に支援を行っている。

## 現在の「住みます芸人」一覧
| 北海道・東北地方 | 北海道・東北地方 |
| ---------------- | --- |
| 北海道           | アライヒカリ【7代目】（2025年4月 - ） 華花クラッツ【8代目】（2025年4月 - ） アマリ隊員（釧路市音別町地域おこし協力隊：2023年6月 - )）                                                              |
| 青森県           | 北野ごぼう（2022年4月 - ） |
| 岩手県           | アンダーエイジ（2011年4月27日 - ） |
| 宮城県           | バクコメ（2013年7月18日 - ） けせんぬまペイ!（気仙沼市：2022年 - ） |
| 秋田県           | ちぇす（2012年 - 2016年1月・2016年7月 - ） きり亭たん方（2019年4月 - ） |
| 山形県           | ソラシド（2018年10月 - ） |
| 福島県           | ぺんぎんナッツ（2011年4月27日 - ） |
| 関東地方         | |
| 茨城県           | オスペンギン（2011年4月27日 - ） |
| 栃木県           | 上原チョー（2011年4月27日 - ） ベリーズ（2018年8月8日 - ） |
| 群馬県           | アンカンミンカン（2011年4月27日 - ） ガッツいわせ（2019年1月20日 - ） チョッキGT5000（川場村：2020年10月 - ）                                                                                      |
| 首都圏           | てんぐ（2021年10月 - ） |
| 埼玉県           | こりゃめでてーな（2019年1月26日 - ） 北条ふとし（2019年1月26日 - ） おだいらつかさ（2022年11月8日 - ） ハイキングウォーキング松田（2023年7月 - ）                                                  |
| 千葉県           | もぐもぐピーナッツ（2018年4月 - ） |
| 東京都           | キャベツ確認中（2012年7月5日 - ） 中村ひでゆき（2019年5月 - ） |
| 神奈川県         | 囲碁将棋（2011年4月27日 - ） アホマイルド坂本（2016年6月13日 - ） アルバトロスしん（2019年1月 - ） 川端チョイス（2022年 - ） イシバシハザマ石橋（2023年10月19日 - ） 小澤慎一朗（2025年6月5日 - ） |
| 山梨県           | いしいそうたろう（富士川町：2011年4月27日 - ） ティ・カトウ（北杜市：2020年9月30日 - ） |
| 長野県           | こてつ（2011年4月27日 - ） ゆでたかの（2020年1月20日 - ） |
| 新潟県           | 大谷ってヤツですよ（2011年4月27日 - ） 関田将人（2013年7月 - ） いっすねー!山脇（2017年 - ） チカコホンマ（2019年4月 - ）                                                                          |

| 中部地方 | 中部地方 |
| -------- | --- |
| 富山県   | 伊藤もとひろ（2019年11月12日 - ） ノビ山本（2019年7月2日 - ） 吉田サラダ（氷見市：2021年4月 - ）                                                                          |
| 石川県   | ぶんぶんボウル（2011年4月27日 - ） 月亭方気（2018年4月1日 - ） トマト王子（羽咋市：2021年6月 - ）                                                                         |
| 福井県   | 笑福亭笑生（2011年4月27日 - ） 飯めしあがれこにお（若狭町：2014年 - ） カリマンタン（2019年4月 - ）                                                                       |
| 岐阜県   | 森貴史（山県市：2022年3月 - ） |
| 静岡県   | 富士彦（2014年7月7日 - ） さこリッチ（2014年7月7日 - ） ぬまんづ（2014年7月7日 - ） いけや賢二（小山町：2020年 - ）                                                       |
| 愛知県   | 小鈴木（犬山市：2020年4月 - ） 縁ひなこ（2021年10月26日 ブロードキャスト!!吉村（豊橋市：2023年4月 - ） ASANA（豊橋市：2023年4月 - ） ツケマイ23号（蒲郡市：2023年6月 - ） |
| 三重県   | オレンジ田中（2020年9月 - ） |
| 近畿地方 | |
| 滋賀県   | ファミリーレストラン（2011年4月27日 - ） ノーサイン（2021年4月1日 - ） |
| 京都府   | みくばたけ（京丹後市：2017年4月16日 - ） 木下弱（京丹波町：2020年4月 - ）                                                                                                 |
| 大阪府   | span!（2012年4月2日 - ） |
| 兵庫県   | モンスーン（2016年10月17日 - ） みっちょん。（淡路島：2022年6月20日 - ）                                                                                                  |
| 奈良県   | 十手（2015年1月 - ） 桂ちきん（2018年11月 - ） もっち（2022年3月21日 - ） 安田善紀（2024年2月8日 - ）                                                                     |
| 和歌山県 | わんだーらんど（2011年4月27日 - ） |

| 中国地方       | 中国地方 |
| -------------- | --- |
| 鳥取県         | ほのまる（2012年12月27日 - ） |
| 島根県         | 奥村隼也（邑南町：2015年4月 - ） |
| 岡山県         | 江西あきよし（2011年4月27日 - ） ハロー植田（真庭市：2020年11月1日 - ）                                                                                                 |
| 広島県         | 藩飛礼（2019年2月15日 - ） |
| 山口県         | どさけん（2012年2月14日 - ） 山口ふく太郎・ふく子（2016年12月19日 - ） ぶるぼん（2019年10月1日 - ） 快盗スズメ（美祢市：2021年8月 - ） ウッチィ（美祢市：2021年8月 - ） |
| 四国地方       | |
| 徳島県         | 中山女子短期大学（2018年4月1日 - ） みっとしー（2019年5月 - ） |
| 香川県         | 梶剛（2012年1月9日 - ） 大木亀丸（丸亀市：2020年4月 - ） |
| 愛媛県         | だんだんファクトリー（2023年6月 - ） 伊予ノ家うっつん（2018年 - ） もりすけ（久万高原町：2023年2月 - ）                                                                 |
| 高知県         | 淀家萬月（2011年4月27日 - ） |
| 九州・沖縄地方 | |
| 福岡県         | マサル（2017年3月15日 - ） カイキンショウ（2021年8月 - ） |
| 佐賀県         | ひのひかり智（2011年4月27日 - ） メタルラック（2013年11月12日 - ） |
| 長崎県         | 長崎亭キヨちゃんぽん（2011年4月27日 - ） |
| 熊本県         | もっこすファイヤー（2011年4月27日 - ） 安井政史（2016年 - ） |
| 大分県         | 野良レンジャー（2011年4月27日 - ） |
| 宮崎県         | 嫁恐竜（2011年4月27日 - ） チキンナンゴー（2018年4月 - ） |
| 鹿児島県       | パイナップルつばさ（2014年12月 - ） （仮）たろう（2020年1月 - ） |
| 沖縄県         | カシスオレンジ（2020年5月 - ） ハイビスカスパーティー（2020年 - ） オリオンリーグ（2022年9月 - ）                                                                       |

### 大阪市24区住みます芸人
- 都島区 - ボロボロバイセコー
- 福島区 - 月亭八織
- 此花区 - かりんとう
- 西区 - ツートライブ
- 港区 - ガチャガチャ
- 大正区 - 玄武
- 天王寺区 - ミルクボーイ
- 浪速区 - チャイルドプリンス
- 西淀川区 - スキンケア大学
- 東淀川区 - 福人
- 東成区 - 相乗効果
- 生野区 - ムジンゾウ
- 旭区 - マイスイートメモリーズ
- 城東区 - ドランケン
- 阿倍野区 - ビコーン!
- 住吉区 - ダブルヒガシ
- 東住吉区 - アンビシャス
- 西成区 - ガオ〜ちゃん [注 24]
- 淀川区 - バッハの休日
- 鶴見区 - 国道アリス
- 住之江区 - セカンドブラウン
- 平野区 - 翠星チークダンス
- 北区 - 木尾モデル
- 中央区 - 大乱ポゥ！ボマッシュブラ坊主！

### 過去の「住みます芸人」
- 北海道
  - クマップ【初代】（2011年4月27日 - 2012年4月17日、陸別町：2012年1月7日 - 2012年2月5日、2013年1月6日 - 2月3日、2014年1月7日 - 2014年2月2日）
  - ハローケイスケ【2代目】（網走市：2012年4月18日 - 2013年）
  - しろっぷ【3代目→初代】（2012年4月27日 - 2020年3月）
  - オジョー[注 25]【2代目】（2015年8月 - 2025年3月、秩父別町：2018年9月3日 - 2018年10月29日）
  - だててつや（クルシューナイ）【3代目】（2015年8月 - 2016年5月24日 [注 26]、秩父別町：2018年9月3日 - 2018年10月29日）
  - 藤下（ノーマルフェイス）【3代目】（2015年8月 - 2016年5月24日）
  - 桂三段【4代目】（2015年8月 - 2020年、なかそらち：2017年10月1日 - 2017年10月31日、秩父別町：2018年9月3日 - 2018年10月29日）[注 27]
  - コロネケン【5代目】（2020年2月 - 20253月）
  - スクランブル【6代目】（2020年7月29日 - 2023年10月）
  - 夕立（陸別町：2012年1月7日 - 2012年2月5日、2013年1月6日 - 2月3日、2014年1月7日 - 2014年2月2日、2015年1月7日 - 2015年2月7日）
  - ゴールデンルールズ [注 28]（なかそらち：2017年10月1日 - 2017年10月31日、下川町：2019年3月3日 - 2019年3月31日）
  - つちふまズ（秩父別町：2018年9月3日 - 2018年10月29日、下川町：2019年3月3日 - 2019年3月31日、七飯町：2019年3月15日 - 2019年3月24日）
  - ソレイユ（秩父別町：2018年9月3日 - 2018年10月29日）
  - スズサク（神様のペット）（秩父別町：2018年9月3日 - 2018年10月29日）
  - くびったけ（中標津で酪農やります芸人：2022年6月 - 2022年8月末）
- 青森県
  - キューティーブロンズ（2011年4月27日 - 2020年2月）
  - 先川栄蔵（2020年2月 - 2021年3月31日）
  - 激情ブルース（2020年2月 - 2022年3月）
- 宮城県
  - おくとぱす85[注 29]（2011年5月 - 2013年3月31日）
  - オコチャ（2011年11月22日 - 2015年3月）[注 30]
  - まつトミ（2016年 -2022年）
- 秋田県
  - 桂三若（2011年 - 2014年3月）
- 山形県
  - 三浦友加（2011年6月 - 2014年4月2日）
  - 笑福亭笑助（2014年4月2日- 2018年9月）[注 31]
- 福島県
  - ヒッキー北風（2015年4月 - 2017年3月 ）
  - 市川こいくち（2017年4月 - 2018年3月）
- 栃木県
  - 似関本賢太郎（佐野市：2021年1月6日 - 退任時期不明）
- 首都圏
  - ぼよんぼよん[注 32]（2021年10月 - 退任時期不明）
- 埼玉県
  - フラッパー☆（2011年4月27日 - 2012年1月14日）
  - フクロトジ（2012年1月14日 - 2013年1月21日）
  - えんにち（さいたま市：2015年7月7日 - 2017年12月）
  - カートヤング（2019年1月26日 - 退任時期不明）
- 千葉県
  - ゴールデンボーイズ（2011年4月27日 - 2017年4月）[注 33]
  - 怪獣（2016年6月13日 - 2020年12月）[注 34]
- 東京都
  - LLR（2011年4月27日 - 時期不明）
  - イシバシハザマ[注 35]（2016年6月13日 - 時期不明）
  - 江凸崎馬門（2019年5月 - 不明）[注 36]
- 神奈川県
  - 松下笑一（2013年1月21日 - 2018年3月）
  - 堤下敦（2018年10月23日 - 不明）[18]
  - 永江ヒデト（2022年 - 2023年10月）[注 37]

- 富山県
  - ゴメス★河田（2011年4月27日 - 2012年10月5日）
  - フィッシュ&チップス（2012年10月10日 - 2019年11月12日）[19]
- 福井県
  - パナマ海水浴場（坂井市：2014年 - 2018年）
  - ライオン大将軍（坂井市：2018年4月 - 2019年）
  - モグモグパクパク（坂井市：2019年4月 - 不明）
- 山梨県
  - ぴっかり高木（2011年4月27日 - 2019年12月）
- 岐阜県
  - 飴玉ソング（2013年1月22日 -2013年8月31日）
  - ステレオ太陽族（2014年2月1日 - 2016年4月）
  - 三ツ星ジョージ（2011年4月27日 - 2013年1月22日・2013年9月1日 - 2022年3月）
  - ますっち（2021年10月 - 不明）
- 静岡県
  - カズ&アイ（2011年4月27日[注 38] - 2015年4月3日、解散により派遣終了[注 39]）
  - ちゅ〜りっぷ・あみもと（沼津市：2014年7月7日 - 2020年12月27日[20]）[注 40]
- 愛知県
  - サムタイムズ（2011年4月27日 - 2014年4月）
  - シンポジウム（2013年4月10日 - 2014年1月13日[注 41]）
  - シンポジウムR（2014年5月 - 2020年3月31日）
  - 熊二郎[注 42]（蒲郡市、2022年11月 - 2023年5月）
- 三重県
  - マンハッタン（2011年4月27日 - 2011年11月12日）
  - 桂三輝（伊勢市：2011年11月14日 - 2014年頃）
  - カツラギ（2014年3月26日 - 退任時期不明）
  - まる子（2016年12月 - 2018年1月）

- 京都府
  - 月亭太遊（2013年5月20日 - 2017年3月31日、大分県：2017年4月14日 - 時期不明）
  - モンブラン（2018年3月 - 2020年3月31日）
  - タナからイケダ（2011年4月27日 - 不明）
  - きゃろっときゃべつ・えいじ（2017年4月16日 - 2024年10月31日）[注 43]

- 大阪府
  - GAG少年楽団（現GAG）（2011年4月27日 - 2012年3月30日）
  - からし蓮根（大阪市浪速区住みます芸人：2017年11月 - 2021年10月31日）
  - 田津原理音（大阪市生野区住みます芸人：2017年 - 2024年3月31日）
- 兵庫県
  - かわばたくん（2011年4月 - 2015年3月30日）[注 44][21]
  - 山田スタジアム（2014年5月10日 - 不明）[22]
  - 高橋憂紀（淡路島：2022年6月20日 - 2023年3月31日）[注 45]
- 奈良県
  - アルドルフ（2011年4月27日 - 2012年9月21日[注 46]）
  - 林家笑丸（2012年9月21日 - 2014年2月28日）
  - ゆりやんレトリィバァ（2014年3月7日 - 2015年4月）[23]
- 鳥取県
  - ユウト（2011年4月27日 - 2012年12月27日）
  - 桂三河（三朝温泉：2014年3月1日 - 2014年3月31日）
  - 山田ちゃーはん（2021年1月 - 時期不明 ）
- 島根県
  - 桂三段（2011年3月- 2015年4月、北海道：2017年7月 - 2020年）[注 47]
  - ABCDE湯かげん（2014年4月 - 2016年）
  - メグちゃん（2015年11月 - 2020年11月）
- 広島県
  - フリータイム（2011年4月27日 - 2017年3月）
  - まつはましん（2017年4月 - 時期不明）
  - クレメンス（2019年7月 - 2021年12月）
- 山口県
  - WANTED（2011年4月27日 - 2012年2月14日）
- 徳島県
  - キャンパスボーイ（2011年4月27日 - 2018年3月31日）
- 香川県
  - モンブラン（小豆島：2013年6月28日 -2013年7月）
  - まるがめ→ゼ[注 48]（丸亀市：2014年4月8日 - 2015年3月）
  - 丸亀じゃんご[注 49]（丸亀市：2015年4月 - 2017年3月）
  - まるチャンかめチャン[注 50]（丸亀市：2017年4月 - 2018年4月）
  - 風亀丸いわしてんぐ[注 51]（丸亀市：2018年5月 - 2019年3月31日）
  - まるがめくん[注 52]（丸亀市：2018年5月 - 2020年3月31日）
- 愛媛県
  - モストデンジャラス[注 53]（2011年5月 - 2016年3月）
  - フジノミヤ（2018年 - 2020年2月）
  - ひめころんきづたく[注 54]（2016年3月 - 2021年3月）
- 高知県
  - シナモン（2020年9月 - 2023年6月）[注 55]

- 福岡県
  - レモンティー（2011年4月27日 - 2012年3月6日）
  - ぶんぶん丸（2012年3月7日 - 2020年3月31日）[24]
  - やまだなおき（2012年3月7日 - 不明）
- 鹿児島県
  - 竹之内雄太（2011年4月27日 - 2014年11月30日）[注 56]
  - キカンタレ（2018年6月 - 2020年1月）
- 沖縄県
  - 空馬良樹（2011年4月27日 - 2012年8月）
  - ぬらりひょん（恩納村：2012年6月11日 - 2012年9月11日、3か月限定）
  - 初恋クロマニヨン（2012年8月23日 - 2018年1月）
  - ありんくりん（2016年6月 - ）
  - ゲラゲラ星人（宮古島：2021年6月 - ）

## 現在の「アジア住みます芸人」一覧
- 台湾 - 漫才少爺（日本名：漫才ボンボン（太田拓郎、三木奮（みきふるう））[注 57]）
- タイ王国 - あっぱれコイズミ、ぼんちきよし、はなずみ、おーみ、Tの極み、桜 稲垣早希[注 58]
- インドネシア - ザ・スリー、そこらへん元気、アキラ・コンチネンタル・フィーバー
- マレーシア - KLキンジョー
- ベトナム - ダブルウィッシュ
- フィリピン - ほりっこし、黄金時代
- ミャンマー - アーキー 緑川まり

## 動画配信
プロジェクト開始当初、各芸人は、おおむね22時から1時間、Ustreamを用いた配信「YNN」を行うこととなっていた。Twitterを活用し、視聴者とコミュニケーションしながら番組を進める。YNN公式WEBサイトでは、47都道府県すべての配信番組を視聴することが出来、また各県の情報発信のほか、アクセス数のランキングも競われた。
2015年3月をもって定期的な動画配信は行わないこととなり、一部の芸人がYouTubeで不定期動画配信を行うのみとなっていた。
2022年3月からはBSよしもとを拠点としており、住みます芸人自らが撮影から編集まで行ったVTRをBSよしもとに納品している。

## 住みます芸人の出演番組
- ジャパーン47chスーパー!（毎日放送）
- ニッポン!いじるZ（TBS）
- 地元応援バラエティ このへん!!トラベラー（北海道テレビ、東北放送、テレビ東京、中京テレビ、朝日放送、福岡放送）
- ザ・狩人（読売テレビ）
- 流行りん♥モンロー!（関西テレビ）
- ケンイチ（BS日テレ）
- OH!バンデス（ミヤギテレビ） - 吉本・農業で住みます芸人in仙台（仙台市農業協力隊員）
- JOYのASOBU-TV JOYnt!（群テレ）
- アンカンミンカンのカラギリ（群テレ）
- アナザーストーリーズ 運命の分岐点（2022年4月22日 22:00 - 22:45 NHK総合テレビ 生放送）

「笑いの革命者たち〜よしもとNSCの挑戦〜」にて、この取り組みについて触れ、大﨑洋、福島県代表を2011年の発足当初から10年以上連続で務めているぺんぎんナッツ、並びに過去に奈良県代表を務めたゆりやんレトリィバァが取材を受けた。
- Cheeky's Cast 1、Cheeky's Cast 2、Cheeky's a GoGo!、キクテレミルラジ265（いずれもBSよしもと）